# Sulztal
Sulztal är en dal i Österrike.   Den ligger i förbundslandet Tyrolen, i den västra delen av landet, 400 km väster om huvudstaden Wien.
Trakten runt Sulztal består i huvudsak av gräsmarker. Runt Sulztal är det ganska glesbefolkat, med 35 invånare per kvadratkilometer.